# 조진호 (야구인)
조진호(曺珍鎬, 1975년 8월 15일 ~ )는 전 KBO 리그 삼성 라이온즈의 투수이자, 현재 금남고등학교 야구부의 투수코치이다.

## 선수 시절

### 아마추어 시절
원광대학교에 입학해 김선우, 진갑용 등과 함께 애틀랜타 올림픽에 참가했다.

### 미국 프로야구 시절
1998년에 원광대를 졸업하고 연고 팀 쌍방울 레이더스의 1차 지명을 받았으나 계약금에 이견을 보여 MLB 진출을 선언했다. 보스턴 레드삭스에 마이너 계약을 맺고 입단하였다. 입단 조건은 계약금 85만 달러였다. 이후 구단 산하 마이너 리그 팀에서 활동하다가 7월 4일에 더블 A에서 바로 MLB로 승격되는 행운을 누렸다. 이후 2년간 MLB에서 13경기(11선발) 2승 6패, 6점대 평균자책점을 기록했다. 하지만 2002년 시즌 초 보호 선수 명단에서 빠졌고, 결국 구단에 방출을 요청해 그 해 6월 24일에 퇴단했다. 이 때 그의 지명권은 SK 와이번스에 인계돼 있었다.

## 한국 프로야구 시절

### SK 와이번스시절
2002년 8월 4일에 입단하였으나 당시 감독이었던 조범현과의 갈등 탓인지 2004년 시즌 후 방출됐는데 같은 해 병역 비리에 연루돼 구속된 후 법원으로부터 징역 8개월을 선고받았다. 출소 후 공익근무요원으로 대체 복무를 수행했다.

### 삼성 라이온즈시절
소집 해제 후 입단 테스트를 받아 2007년 10월에 입단하였다. 허리 부상으로 인해 방출됐다.

## 야구선수 은퇴 후
2010년 1월에 롯데 자이언츠 입단 테스트를 받았지만 불합격 통지를 받아 그대로 은퇴했다. 서울 성남고등학교 코치로 지도자 생활을 시작해 2011년부터 2013년까지 대전고등학교 야구부의 코치로 활동했고, 2014년 시즌 전에 삼성 라이온즈의 코치로 영입되며 복귀했다. 2019년 시즌 후 삼성 라이온즈로부터 재계약 불가 통보를 받아 팀을 떠난 뒤 위덕대학교 야구부의 감독이 됐으나  팀 창단이 무산되면서 사임했다. 2021년에 제주고등학교 야구부의 코치로 활동했다가 같은 해 7월에 사임한 후 8월 1일에 동원과학기술대학교 코치로 부임했다. 2023년부터 군산상일고등학교, 2025년부터 금남고등학교 야구부의 코치로 활동했다.

## 트리비아
- 2013년에 1라운드 지명을 받아 넥센 히어로즈에 입단한 투수 조상우는 동산고등학교에서 대전고등학교로 전학온 후 그의 손을 거쳤다.[13]

## 출신 학교
- 전주진북초등학교
- 전라중학교
- 전주고등학교
- 원광대학교

## 통산 기록
| 연 도          | 소 속          | 나 이          | 승 리 | 패 전 | 승 률 | 평 자 책 | 출 장 | 선 발 | 완 투 | 완 봉 | 세 이 브 | 홀 드 | 이 닝 | 피 안 타 | 피 홈 런 | 볼 넷 | 고 4 | 탈 삼 진 | 몸 맞 | 보 크 | 폭 투 | 실 점 | 자 책 | 타 자 수 | W H I P |
| -------------- | -------------- | -------------- | ----- | ----- | ----- | -------- | ----- | ----- | ----- | ----- | -------- | ----- | ----- | -------- | -------- | ----- | ---- | -------- | ----- | ----- | ----- | ----- | ----- | -------- | ------- |
| 1998           | BOS            | 24             | 0     | 3     | .000  | 8.20     | 4     | 4     | 0     | 0     | 0        | 0     | 18.2  | 28       | 4        | 3     | 0    | 15       | 1     | 0     | 1     | 17    | 17    | 87       | 1.66    |
| 1999           | BOS            | 25             | 2     | 3     | .400  | 5.72     | 9     | 7     | 0     | 0     | 0        | 0     | 39.1  | 45       | 7        | 8     | 0    | 16       | 2     | 0     | 0     | 26    | 25    | 171      | 1.35    |
| 2003           | SK             | 29             | 4     | 5     | .444  | 5.20     | 19    | 17    | 0     | 0     | 0        | 0     | 79.2  | 99       | 10       | 17    | 0    | 22       | 3     | 0     | 1     | 50    | 46    | 347      | 1.46    |
| 2008           | 삼성           | 34             | 1     | 3     | .250  | 7.45     | 11    | 5     | 0     | 0     | 0        | 0     | 29.0  | 40       | 3        | 10    | 0    | 11       | 1     | 0     | 0     | 24    | 24    | 135      | 1.72    |
| 2009           | 삼성           | 35             | 0     | 1     | .000  | 8.10     | 4     | 2     | 0     | 0     | 0        | 1     | 10.0  | 14       | 1        | 6     | 0    | 6        | 0     | 0     | 1     | 9     | 9     | 50       | 2.00    |
| MLB 통산 : 2년 | MLB 통산 : 2년 | MLB 통산 : 2년 | 2     | 6     | .250  | 6.52     | 13    | 11    | 0     | 0     | 0        | 0     | 58.0  | 73       | 11       | 11    | 0    | 31       | 3     | 0     | 1     | 43    | 42    | 258      | 1.45    |
| KBO 통산 : 3년 | KBO 통산 : 3년 | KBO 통산 : 3년 | 5     | 9     | .357  | 5.99     | 34    | 24    | 0     | 0     | 0        | 1     | 118.2 | 153      | 14       | 33    | 0    | 39       | 4     | 0     | 2     | 83    | 79    | 532      | 1.57    |

## 같이 보기
- 대한민국 출신 메이저 리그 베이스볼 선수 목록

## 참조
1. ↑  조진호, 23일 미국으로 출발 - 연합뉴스
2. ↑  나의 MLB 나의 삶 2 - 파란만장한 조진호의 새 도전 《민기자닷컴》, 2007년 12월 18일, 민훈기 기자 작성
3. ↑  조진호, 보스턴에서 방출..국내 복귀 관심 - 연합뉴스
4. ↑  뉴시스 (2004년 5월 5일). “조범현 SK감독, "안재만 기름냄새 좀 맡고와!"”. 뉴시스. 2022년 6월 1일에 확인함.
5. ↑  천병혁 (2004년 11월 30일). “KBO, 8개구단 보류선수 명단공시”. 연합뉴스. 2022년 6월 1일에 확인함.
6. ↑  병역비리 조진호 선수, 징역 8월 선고(종합) 《머니투데이》, 2004년 11월 3일 작성
7. ↑  손찬익 (2010년 1월 11일). “'빅리그 2호' 조진호, 롯데서 입단 테스트”. OSEN. 2022년 6월 2일에 확인함.
8. ↑  김영현 (2010년 1월 21일). “<프로야구> 현역 떠난 고참들 '더그아웃서 새출발'”. 연합뉴스. 2022년 6월 2일에 확인함.
9. ↑  정명원, KT 투수코치로…조진호는 삼성 코치로 - 문화일보
10. ↑  정명의 (2019년 10월 2일). “삼성, 김태한 진갑용 등 코치 5명 재계약 불가 통보”. 뉴스1. 2022년 6월 4일에 확인함.
11. ↑  정민지 (2019년 11월 18일). “위덕대 야구부 초대 감독, 조진호 전 삼성라이온즈 투수코치 선임”. BBS NEWS. 2022년 6월 4일에 확인함.
12. ↑  배지헌 (2021년 4월 21일). “박재현 전 삼성 코치, 제주고 감독으로 새출발 “부원수 10명, 야구 열정 총량은 100명급” [엠스플 아마야구]”. 스포츠춘추. 2022년 6월 4일에 확인함.
13. ↑  조진호 코치, ‘상우야 지켜보고 있다!’ - MK스포츠